# Ludwik Szenderowski
Ludwik Szenderowski senior (ur. 24 sierpnia 1873, zm. 23 maja 1933) – pionier ruchu ewangelicznych chrześcijan w Polsce, duchowny i do śmierci lider tej wspólnoty religijnej w II Rzeczypospolitej.

## Życiorys
Pochodził z rodziny agronoma. Ukończył szkołę techniczną w Kijowie i pracował na kolei. W trakcie pobytu w Rosji związał się w 1908 z Ogólnorosyjskim Związkiem Ewangelicznych Chrześcijan założonym przez Jana Prochanowa. Po I wojnie światowej został przełożonym Zboru Ewangelicznych Chrześcijan w Warszawie. W 1924 objął po Karolu Władysławie Strzelcu funkcję prezesa Związku Słowiańskich Zborów Ewangelicznych Chrześcijan i Baptystów i pełnił ją do 1927. W 1927 po zalegalizowaniu tego związku wyznaniowego został z jego ramienia duszpasterzem w Wojsku Polskim. W latach 1931–1932 redagował czasopismo „Ewangeliczny Chrześcijanin”. 
Donosił przedwojennym władzom na inne wyznania ewangelikalne, zwłaszcza zielonoświątkowców i domagał się od władz, aby zabroniły im działalności.
Był ojcem Ludwika Szenderowskiego juniora (1905–1993), który po nim przejął stanowisko zwierzchnika Związku Słowiańskich Zborów Ewangelicznych Chrześcijan i Baptystów.
Został pochowany na cmentarzu reformowanym przy ul. Żytniej w Warszawie (kwatera U-2-1).